# Bowie (Maryland)
Bowie – miasto w hrabstwie Prince George’s w stanie Maryland w Stanach Zjednoczonych. Według spisu ludności w roku 2000 miasto miało 50 269 mieszkańców.